# Trizs
Trizs is een plaats (község) en gemeente in het Hongaarse comitaat Borsod-Abaúj-Zemplén. Trizs telt 278 inwoners (2001).